# Pontus Almqvist
Pontus Skule Erik Almqvist (Nyköping, 10 juli 1999) is een Zweedse voetballer die doorgaans als aanvaller speelt. Hij speelt momenteel op huurbasis voor US Lecce.

## Carrière

### Periode in Zweden
Almqvist maakte begin 2016 de overstap naar de jeugd van IFK Norrköping. Daar maakte hij tussen juli en oktober een tijdelijke uitstap naar de Nike Academy, een voormalige Engelse voetbalopleiding onder het beheer van sportmerk Nike. Hierin kregen transfervrije spelers onder de twintig de kans om zich in kijker te spelen bij profclubs. Naderhand keerde hij terug in de jeugd bij IFK Norrköping, waar hij op 23 september 2017 voor het eerste elftal zijn debuut maakte in de met 2–1 verloren competitiewedstrijd tegen Halmstads BK.
In het seizoen 2018 werd Almqvist tweemaal uitgeleend. Van april tot en met juni aan Varsbergs BoIS en van juli tot en met november aan Norrby IF. Vervolgens werd hij in het seizoen 2019 nogmaals verhuurd. Dit keer aan IF Sylvia. Het seizoen 2020 was het eerste seizoen waarin Almqvist een groter aantal wedstrijden speelde voor IFK Norrköping. Dit leverde hem in oktober 2020 dan ook een transfer op naar FK Rostov. De geschatte afkoopsom bedroeg 3,75 miljoen euro.

### FK Rostov

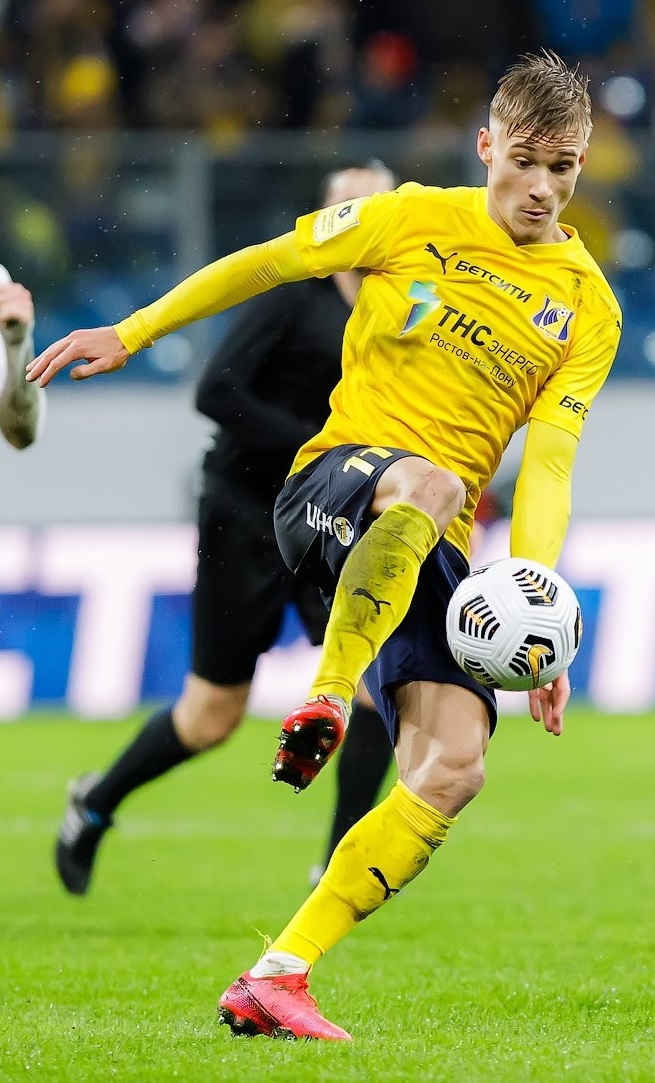
Almqvist in 2021 als speler van FK Rostov

Voor FK Rostov maakte Almqvist op 25 oktober 2020 zijn debuut in een met 0–2 verloren competitiewedstrijd tegen FK Khimki. In tweemaal een half seizoen kwam hij tot zo'n 39 wedstrijden.

#### Verhuur aan FC Utrecht
De FIFA-regeling omtrent de inval van Rusland in Oekraïne heeft FC Utrecht in maart 2022 in staat gesteld Almqvist tijdelijk over te nemen van FK Rostov. Deze uitleenperiode gold voor het restant van seizoen 2021/22. Voor FC Utrecht maakte Almqvist op 20 maart 2022 in een met 1–3 verloren thuiswedstrijd van FC Groningen. In die wedstrijd liet hij zich gelden met enkele voorbereidende acties. Er zouden dat seizoen nog diverse wedstrijden voor het eerste elftal volgen, waarin hij verschillende keren van waarde wist te zijn met zijn acties.
Op 4 april 2022 speelde Almqvist zijn enige wedstrijd in het tweede elftal genaamd Jong FC Utrecht, welke uitkomt in de Eerste divisie. Hierin was hij de matchwinner door in de negentigste minuut de winnende treffer voor zijn rekening te nemen. De wedstrijd tegen NAC Breda werd met 1–0 gewonnen.

#### Verhuur aan Pogoń Szczecin
Op 5 juli 2022 werd bekend dat Almqvist in het seizoen 2022/23 op huurbasis uit zal komen voor Pogoń Szczecin. Op 14 juli 2022 zat hij voor het eerst bij de selectie en maakte hij in minuut 69 zijn debuut in de kwalificatieduel voor de UEFA Europa Conference League tegen KR Reykjavík. Drie dagen later, op 17 juli 2022, maakte hij zijn competitiedebuut door in minuut 55 in het veld te komen.Op 31 juli 2022 was Almqvist belangrijk door in de achtste minuut het enige doelpunt van de wedstrijd te scoren. Hierdoor won Pogoń Szczecin met 1–0 van Jagiellonia Bialystok. Enkele tijd later bewees hij op 1 oktober 2022 nogmaals zijn waarde door met een doelpunt en assist Pogoń Szczecin aan een 2–1 overwinning op Lechia Gdansk te helpen. In diezelfde maand liep hij een kuitblessure op. Naast zijn gebruikelijke positie als vleugelspeler, speelde Almqvist in Polen ook meermaals als centrumspits.

#### Verhuur aan US Lecce
Gedurende het seizoen 2023/24 wordt Almqvist uitgeleend aan het Italiaanse US Lecce, uitkomend in de Serie A.

### Parma
Na een verhuurperiode in Italië ondertekende Almqvist in augustus 2024 een driejarig contract (met een optie voor een extra jaar) bij Parma.  In diezelfde transferperiode werd hij in verband gebracht met AS Roma en Fiorentina.

## Clubstatistieken
De Zweedse voetbalcompetities, zoals de Allsvenskan en Superettan, lopen van april tot en met oktober of november. De seizoenen worden hierdoor aangeduid als kalenderjaar.
| Seizoen                      | Club              | Competitie      | Competitie | Competitie | Competitie | Beker | Beker | Beker | Internationaal | Internationaal | Internationaal | Overig | Overig | Overig | Totaal | Totaal | Totaal |
| Seizoen                      | Club              | Competitie      | Wed.       | Dlp.       | Ass.       | Wed.  | Dlp.  | Ass.  | Wed.           | Dlp.           | Ass.           | Wed.   | Dlp.   | Ass.   | Wed.   | Dlp.   | Ass.   |
| ---------------------------- | ----------------- | --------------- | ---------- | ---------- | ---------- | ----- | ----- | ----- | -------------- | -------------- | -------------- | ------ | ------ | ------ | ------ | ------ | ------ |
| 2017                         | IFK Norrköping    | Allsvenskan     | 1          | 0          | 0          | 0     | 0     | 0     | –              | –              | –              | 0      | 0      | 0      | 1      | 0      | 0      |
| 2018                         | IFK Norrköping    | Allsvenskan     | 0          | 0          | 0          | 1     | 0     | 0     | –              | –              | –              | 0      | 0      | 0      | 1      | 0      | 0      |
| 2018                         | → Varbergs BoIS   | Superettan      | 4          | 0          | 0          | 0     | 0     | 0     | –              | –              | –              | 0      | 0      | 0      | 4      | 0      | 0      |
| 2018                         | → Norrby IF       | Superettan      | 14         | 1          | 1          | 0     | 0     | 0     | –              | –              | –              | 0      | 0      | 0      | 14     | 1      | 1      |
| 2019                         | IFK Norrköping    | Allsvenskan     | 7          | 0          | 0          | 0     | 0     | 0     | –              | –              | –              | 0      | 0      | 0      | 7      | 0      | 0      |
| 2019                         | → IF Sylvia       | Ettan           | 6          | 2          | 0          | 0     | 0     | 0     | –              | –              | –              | 0      | 0      | 0      | 6      | 2      | 0      |
| 2020                         | IFK Norrköping    | Allsvenskan     | 20         | 5          | 2          | 1     | 0     | 0     | –              | –              | –              | 0      | 0      | 0      | 21     | 5      | 2      |
| 2020/21                      | FK Rostov         | Premjer-Liga    | 19         | 1          | 2          | 1     | 0     | 0     | –              | –              | –              | 0      | 0      | 0      | 19     | 1      | 2      |
| 2021/22                      | FK Rostov         | Premjer-Liga    | 18         | 2          | 4          | 1     | 0     | 0     | –              | –              | –              | 0      | 0      | 0      | 18     | 2      | 4      |
| 2021/22                      | → FC Utrecht      | Eredivisie      | 7          | 0          | 0          | 0     | 0     | 0     | –              | –              | –              | 2      | 0      | 0      | 9      | 0      | 0      |
| 2021/22                      | → Jong FC Utrecht | Eerste divisie  | 1          | 1          | 0          | –     | –     | –     | –              | –              | –              | 0      | 0      | 0      | 1      | 1      | 0      |
| 2022/23                      | → Pogoń Szczecin  | Ekstraklasa     | 27         | 5          | 6          | 0     | 0     | 0     | 3              | 0              | 0              | 0      | 0      | 0      | 30     | 5      | 6      |
| 2023/24                      | → US Lecce        | Serie A         | 30         | 2          | 3          | 2     | 1     | 0     | –              | –              | –              | 0      | 0      | 0      | 32     | 3      | 3      |
| 2024/25                      | Parma             | Serie A         | 6          | 1          | 1          | 0     | 0     | 0     | –              | –              | –              | 0      | 0      | 0      | 6      | 1      | 1      |
| Carrière totaal              | Carrière totaal   | Carrière totaal | 160        | 20         | 19         | 6     | 1     | 0     | 3              | 0              | 0              | 2      | 0      | 0      | 169    | 21     | 19     |
| Bijgewerkt op 3 oktober 2024 |                   |                 |            |            |            |       |       |       |                |                |                |        |        |        |        |        |        |

## Interlandcarrière
Almqvist speelde zijn eerste jeugdinterland voor Zweden onder 19. In de wedstrijd tegen Estland onder 19 maakte hij in minuut 86 zijn debuut.
| Interlands voor Zweden onder 19 | Interlands voor Zweden onder 19 | Interlands voor Zweden onder 19 | Interlands voor Zweden onder 19 | Interlands voor Zweden onder 19 | Interlands voor Zweden onder 19 |
| Interland                       | Datum                           | Wedstrijd                       | Uitslag                         | Soort Wedstrijd                 | Doelpunten                      |
| Als speler bij IFK Norrköping   | Als speler bij IFK Norrköping   | Als speler bij IFK Norrköping   | Als speler bij IFK Norrköping   | Als speler bij IFK Norrköping   | Als speler bij IFK Norrköping   |
| ------------------------------- | ------------------------------- | ------------------------------- | ------------------------------- | ------------------------------- | ------------------------------- |
| 1.                              | 4 oktober 2017                  | Estland – Zweden                | 0 – 4                           | Kwalificatie EK onder 19 2018   |                                 |

In 2020 speelde Almqvist met Zweden onder 21 voor een plek op het EK onder 21 2021. In vijf wedstrijden wist hij tweemaal te scoren. Zweden onder 21 wist het hoofdtoernooi uiteindelijk niet te bereiken.
| Interlands voor Zweden onder 21 | Interlands voor Zweden onder 21 | Interlands voor Zweden onder 21 | Interlands voor Zweden onder 21 | Interlands voor Zweden onder 21 | Interlands voor Zweden onder 21 |
| Interland                       | Datum                           | Wedstrijd                       | Uitslag                         | Soort Wedstrijd                 | Doelpunten                      |
| Als speler bij FK Rostov        | Als speler bij FK Rostov        | Als speler bij FK Rostov        | Als speler bij FK Rostov        | Als speler bij FK Rostov        | Als speler bij FK Rostov        |
| ------------------------------- | ------------------------------- | ------------------------------- | ------------------------------- | ------------------------------- | ------------------------------- |
| 1.                              | 4 september 2020                | IJsland – Zweden                | 1 – 0                           | Kwalificatie EK onder 21 2021   |                                 |
| 2.                              | 8 september 2020                | Zweden – Italië                 | 3 – 0                           | Kwalificatie EK onder 21 2021   | 12' 20'                         |
| 3.                              | 9 oktober 2020                  | Zweden – Luxemburg              | 4 – 0                           | Kwalificatie EK onder 21 2021   |                                 |
| 4.                              | 13 oktober 2020                 | Zweden – Armenië                | 10 – 0                          | Kwalificatie EK onder 21 2021   |                                 |
| 5.                              | 18 november 2020                | Italië – Zweden                 | 4 – 1                           | Kwalificatie EK onder 21 2021   |                                 |